# Vallendar
Vallendar est une municipalité et chef-lieu du Verbandsgemeinde Vallendar, dans l'arrondissement de Mayen-Coblence, en Rhénanie-Palatinat, dans l'ouest de l'Allemagne.

## Éducation
La ville de Vallendar abrite l'un des deux campus de la WHU - Otto Beisheim School of Management.

## Personnalités liées à la ville
- Marie Rose Flesch (1826-1906), religieuse née à Vallendar.
- Bernhard R. Kroener (1948-), historien né à Vallendar.

## Jumelage
- Cercy-la-Tour (France)
- Cranleigh (Royaume-Uni)
- Murów (Pologne)